# Karim Hafez
Karim Ramadan Hafez (in arabo كريـم حافظ‎?; Il Cairo, 12 marzo 1996) è un calciatore egiziano, difensore del Pyramids.

## Caratteristiche tecniche
Terzino sinistro di spinta, dotato di un'ottima tecnica. Preciso nei cross, abile a verticalizzare e a battere i calci da fermo.

## Carriera

### Club
Muove i suoi primi passi nelle giovanili dell'Al-Ahly, per poi approdare a 14 anni al Wadi Degla. Il 20 luglio 2014 viene tesserato dal Lierse, società-satellite del Wadi Degla. Esordisce tra i professionisti il 30 agosto contro il Waasland-Beveren. Conclude la stagione con 24 presenze e tre reti. Il 31 agosto 2015 passa in prestito all'Omonia. Esordisce con i ciprioti il 12 settembre contro il Doxa Katōkopias. A fine stagione la squadra raggiunge la finale della Coppa di Cipro – persa per 2-1 contro l'Apollōn Limassol – qualificandosi ai preliminari di UEFA Europa League.
Il 30 agosto 2016 viene ceduto in prestito al Lens, in Ligue 2. Termina la stagione con 23 presenze. L'11 agosto 2017 il prestito viene esteso per un'altra stagione. Il 29 agosto 2018 passa in prestito con diritto di riscatto all'İstanbul Başakşehir. Non trovando spazio in squadra, nella sessione invernale di mercato si trasferisce a titolo temporaneo al Kasımpaşa. Termina la stagione mettendo a referto due assist in 13 presenze. Il 24 giugno 2019 il prestito viene rinnovato per un'ulteriore stagione. Il 31 gennaio 2020 passa in prestito allo Yeni Malatyaspor. Il 27 agosto 2020 firma un triennale con i gialloneri.
Il 5 settembre 2022 firma un biennale con il Pyramids, nel campionato egiziano.

### Nazionale
Il 5 giugno 2015 viene convocato dal CT Héctor Cúper in vista degli impegni contro Malawi e Tanzania. Esordisce in nazionale l'8 giugno contro il Malawi, subentrando al 56' al posto di Mohamed Abdel-Shafy. Il 4 gennaio 2017 Cúper lo inserisce nella lista dei 23 convocati che prenderanno parte alla Coppa d'Africa 2017. L'Egitto viene sconfitto in finale 2-1 dal Camerun.

## Statistiche

### Presenze e reti nei club
Statistiche aggiornate al 14 dicembre 2024.
| Stagione                | Squadra                 | Campionato              | Campionato | Campionato | Coppe nazionali | Coppe nazionali | Coppe nazionali | Coppe continentali | Coppe continentali | Coppe continentali | Altre coppe | Altre coppe | Altre coppe | Totale | Totale |
| Stagione                | Squadra                 | Comp                    | Pres       | Reti       | Comp            | Pres            | Reti            | Comp               | Pres               | Reti               | Comp        | Pres        | Reti        | Pres   | Reti   |
| ----------------------- | ----------------------- | ----------------------- | ---------- | ---------- | --------------- | --------------- | --------------- | ------------------ | ------------------ | ------------------ | ----------- | ----------- | ----------- | ------ | ------ |
| 2014-2015               | Lierse                  | D1                      | 15+7       | 1+2        | CB              | 2               | 0               | -                  | -                  | -                  | -           | -           | -           | 24     | 3      |
| ago. 2015               | Lierse                  | D2                      | 2          | 0          | CB              | 2               | 0               | -                  | -                  | -                  | -           | -           | -           | 4      | 0      |
| ago. 2015-2016          | Omonia                  | A                       | 22+7       | 0          | CC              | 6               | 1               | UEL                | -                  | -                  | -           | -           | -           | 35     | 1      |
| ago. 2016               | Lierse                  | D2                      | 2          | 0          | CB              | 0               | 0               | -                  | -                  | -                  | -           | -           | -           | 2      | 0      |
| Totale Lierse           | Totale Lierse           | Totale Lierse           | 26         | 3          |                 | 4               | 0               |                    | -                  | -                  |             | -           | -           | 30     | 3      |
| ago. 2016-2017          | Lens                    | L2                      | 23         | 0          | CF+CdL          | 0               | 0               | -                  | -                  | -                  | -           | -           | -           | 23     | 0      |
| 2017-2018               | Lens                    | L2                      | 20         | 2          | CF+CdL          | 2+1             | 0               | -                  | -                  | -                  | -           | -           | -           | 23     | 2      |
| Totale Lens             | Totale Lens             | Totale Lens             | 43         | 2          |                 | 3               | 0               |                    | -                  | -                  |             | -           | -           | 46     | 2      |
| 2018-gen. 2019          | İstanbul Başakşehir     | SL                      | 0          | 0          | TK              | 4               | 0               | UEL                | -                  | -                  | -           | -           | -           | 4      | 0      |
| gen.-giu. 2019          | Kasımpaşa               | SL                      | 13         | 0          | TK              | 1               | 0               | -                  | -                  | -                  | -           | -           | -           | 14     | 0      |
| 2019-gen. 2020          | Kasımpaşa               | SL                      | 13         | 0          | TK              | 2               | 0               | -                  | -                  | -                  | -           | -           | -           | 15     | 0      |
| Totale Kasımpaşa        | Totale Kasımpaşa        | Totale Kasımpaşa        | 26         | 0          |                 | 3               | 0               |                    | -                  | -                  |             | -           | -           | 29     | 0      |
| gen.-giu. 2020          | Yeni Malatyaspor        | SL                      | 13         | 0          | TK              | -               | -               | -                  | -                  | -                  | -           | -           | -           | 13     | 0      |
| 2020-2021               | Yeni Malatyaspor        | SL                      | 33         | 0          | TK              | 0               | 0               | -                  | -                  | -                  | -           | -           | -           | 33     | 0      |
| 2021-2022               | Yeni Malatyaspor        | SL                      | 31         | 0          | TK              | 2               | 0               | -                  | -                  | -                  | -           | -           | -           | 33     | 0      |
| Totale Yeni Malatyaspor | Totale Yeni Malatyaspor | Totale Yeni Malatyaspor | 77         | 0          |                 | 2               | 0               |                    | -                  | -                  |             | -           | -           | 79     | 0      |
| 2022-2023               | Pyramids                | PL                      | 19         | 2          | CE              | 5               | 0               | CC                 | 4                  | 0                  | SE          | 1           | 0           | 29     | 2      |
| 2023-2024               | Pyramids                | PL                      | 25         | 1          | CE              | 2               | 0               | CCL                | 6                  | 0                  | SE          | 2           | 0           | 35     | 1      |
| 2024-2025               | Pyramids                | PL                      | 2          | 0          | CE              | 0               | 0               | CCL                | 4                  | 1                  | SE          | 2           | 0           | 8      | 1      |
| Totale Pyramids         | Totale Pyramids         | Totale Pyramids         | 46         | 3          |                 | 7               | 0               |                    | 14                 | 1                  |             | 5           | 0           | 72     | 4      |
| Totale carriera         | Totale carriera         | Totale carriera         | 247        | 8          |                 | 29              | 1               |                    | 14                 | 1                  |             | 5           | 0           | 295    | 10     |

### Cronologia presenze e reti in nazionale
| Cronologia completa delle presenze e delle reti in nazionale ― Egitto | Cronologia completa delle presenze e delle reti in nazionale ― Egitto | Cronologia completa delle presenze e delle reti in nazionale ― Egitto | Cronologia completa delle presenze e delle reti in nazionale ― Egitto | Cronologia completa delle presenze e delle reti in nazionale ― Egitto | Cronologia completa delle presenze e delle reti in nazionale ― Egitto | Cronologia completa delle presenze e delle reti in nazionale ― Egitto | Cronologia completa delle presenze e delle reti in nazionale ― Egitto |
| Data                                                                  | Città                                                                 | In casa                                                               | Risultato                                                             | Ospiti                                                                | Competizione                                                          | Reti                                                                  | Note                                                                  |
| --------------------------------------------------------------------- | --------------------------------------------------------------------- | --------------------------------------------------------------------- | --------------------------------------------------------------------- | --------------------------------------------------------------------- | --------------------------------------------------------------------- | --------------------------------------------------------------------- | --------------------------------------------------------------------- |
| 8-6-2015                                                              | Alessandria d'Egitto                                                  | Egitto                                                                | 2 – 1                                                                 | Malawi                                                                | Amichevole                                                            | -                                                                     | 56’                                                                   |
| 8-1-2017                                                              | Il Cairo                                                              | Egitto                                                                | 1 – 0                                                                 | Tunisia                                                               | Amichevole                                                            | -                                                                     | 26’                                                                   |
| 29-1-2017                                                             | Port-Gentil                                                           | Egitto                                                                | 1 – 0                                                                 | Marocco                                                               | Coppa d'Africa 2017 - Quarti di finale                                | -                                                                     | 63’                                                                   |
| 28-3-2017                                                             | Alessandria d'Egitto                                                  | Egitto                                                                | 3 – 0                                                                 | Togo                                                                  | Amichevole                                                            | -                                                                     | 72’                                                                   |
| 12-11-2017                                                            | Cape Coast                                                            | Ghana                                                                 | 1 – 1                                                                 | Egitto                                                                | Qual. Mondiali 2018                                                   | -                                                                     |                                                                       |
| 25-5-2018                                                             | Madinat al-Kuwait                                                     | Kuwait                                                                | 1 – 1                                                                 | Egitto                                                                | Amichevole                                                            | -                                                                     | 62’                                                                   |
| 22-3-2019                                                             | Niamey                                                                | Niger                                                                 | 1 – 1                                                                 | Egitto                                                                | Qual. Coppa d'Africa 2019                                             | -                                                                     |                                                                       |
| Totale                                                                |                                                                       | Presenze                                                              | 7                                                                     |                                                                       | Reti                                                                  | 0                                                                     |                                                                       |

## Palmarès

### Club

#### Competizioni nazionali
- Coppa d'Egitto: 1

Pyramids: 2023-2024

#### Competizioni internazionali
- CAF Champions League: 1

Pyramids: 2024-2025